# Bobot
Bobot je naseljeno mjesto u okrugu Trenčín u  Trenčínskom kraju u Slovačkoj.

## Stanovništvo
| Godina:     | 1993. | 2003.   | 2013.   | 2023.   |
| ----------- | ----- | ------- | ------- | ------- |
| Broj ljudi: | 780   | 729     | 754     | 728     |
| Razlika:    |       | -6,53 % | +3,42 % | -3,44 % |

| Godina:     | 2022. | 2023.   |
| ----------- | ----- | ------- |
| Broj ljudi: | 730   | 728     |
| Razlika:    |       | -0,27 % |

Prema podacima o broju stanovnika iz 2023. godine naselje je imalo 728 stanovnika.

## Vanjske poveznice
|  | Zajednički poslužitelj ima još gradiva o temi Bobot |

- Službena stranica naselja (sl.)